# Cristian Balaj
Pavel Cristian Balaj (Baia Mare, 17 augustus 1971) is een Roemeens voormalig voetbalscheidsrechter. Hij was in dienst van FIFA en UEFA tussen 2003 en 2016. Ook leidde hij van 2000 tot 2016 wedstrijden in de Liga 1.
Op 4 juli 2004 debuteerde Balaj in Europees verband tijdens een wedstrijd tussen KRC Genk en Marek Doepnitsa in de UEFA Intertoto Cup; het eindigde in 2–1 en Balaj hield de kaarten op zak. Zijn eerste interland floot hij op 6 juni 2007, toen Armenië met 1–0 won van Polen. Tijdens dit duel gaf Balaj tweemaal een gele kaart.
In augustus 2014 was Balaj aangewezen als leidsman bij het duel tussen PSV en Sjachtjor Salihorsk in de voorronde van de UEFA Europa League (1–0). Voorafgaand aan het duel was er een minuut stilte gepland om de overleden perschef van PSV, Pedro Salazar, te herdenken. Balaj besloot echter om na twaalf seconden de herdenking te stoppen en te beginnen met het duel. Het publiek in het Philips Stadion floot de Roemeen hierop uit en na de wedstrijd reageerden onder meer coach Phillip Cocu en spits Luuk de Jong van PSV verbolgen.

## Interlands
| Datum             | Plaats                        | Wedstrijd                 | Uitslag | Competitie           | Kreeg geel | Kreeg voor de tweede keer geel en dus rood | Weggestuurd |
| ----------------- | ----------------------------- | ------------------------- | ------- | -------------------- | ---------- | ------------------------------------------ | ----------- |
| 6 juni 2007       | Jerevan, Armenië              | Armenië – Polen           | 1 – 0   | EK 2008 kwalificatie | 2          | 0                                          | 0           |
| 21 november 2007  | Frankfurt am Main, Duitsland  | Duitsland – Wales         | 0 – 0   | EK 2008 kwalificatie | 3          | 0                                          | 0           |
| 10 september 2008 | Zenica, Bosnië en Herzegovina | Bosnië en Her. – Estland  | 7 – 0   | WK 2010 kwalificatie | 2          | 0                                          | 0           |
| 11 februari 2009  | Boekarest, Roemenië           | Roemenië – Kroatië        | 1 – 2   | Vriendschappelijk    | 2          | 0                                          | 0           |
| 8 oktober 2009    | Rijeka, Kroatië               | Kroatië – Qatar           | 3 – 2   | Vriendschappelijk    | 2          | 0                                          | 0           |
| 3 september 2010  | Maribor, Slovenië             | Slovenië – Noord-Ierland  | 0 – 1   | EK 2012 kwalificatie | 3          | 0                                          | 0           |
| 11 november 2011  | Boedapest, Hongarije          | Hongarije – Liechtenstein | 5 – 0   | Vriendschappelijk    | 2          | 0                                          | 0           |
| 14 november 2012  | Strovolos, Cyprus             | Cyprus – Finland          | 0 – 3   | Vriendschappelijk    | 4          | 0                                          | 0           |
| 26 maart 2013     | Jerevan, Armenië              | Armenië – Tsjechië        | 0 – 3   | WK 2014 kwalificatie | 2          | 0                                          | 0           |
| 13 oktober 2014   | Andorra la Vella, Andorra     | Andorra – Israël          | 1 – 4   | EK 2016 kwalificatie | 3          | 0                                          | 0           |
| 10 november 2016  | Doha, Qatar                   | Qatar – Rusland           | 2 – 1   | Vriendschappelijk    | 4          | 0                                          | 0           |